# Blanc de Chine (film)
Pour les articles homonymes, voir Blanc de Chine.
Pour plus de détails, voir Fiche technique et Distribution.
Blanc de Chine est un film français réalisé par Denys Granier-Deferre, sorti en 1988.

## Fiche technique
- Titre : Blanc de Chine
- Réalisation : Denys Granier-Deferre, assisté d'Olivier Péray
- Scénario : Yves Stavridès (+ dialogues) et Denys Granier-Deferre
- Musique : Romano Musumarra
- Directeur de la photographie : Raoul Coutard
- Décors : Jean-Marc Kerdelhué
- Montage : Sophie Cornu
- Producteurs délégués : Marc Chayette, Cyril de Rouvre et Marjorie Israël
- Sociétés de production : Adélaïde Productions, CFC et Ciné Cinq
- Société de distribution : AMLF
- Genre : drame
- Couleur - 86 min
- Date de sortie :
  - France : 20 avril 1988

## Distribution
- Robin Renucci : Mathieu Caglioli
- Michel Piccoli : Alexandre Batz
- J. C. Quinn : Mayotte
- Ysé Tran : Jay
- Antoine Duléry : Bastien
- Denys Hawthorne : Jason Hunt
- Don Henderson : Malcolm
- Ham-Chau Luong : Le Van Sang
- Claude Faraldo : Rinaldi